# Pedro Gomes
Pedro Gomes is een gemeente in de Braziliaanse deelstaat Mato Grosso do Sul. De gemeente telt 8.537 inwoners (schatting 2009).
De gemeente grenst aan Coxim, Sonora, Alcinópolis en Alto Araguaia.